# In dubio libertas
In dubio libertas és una locució llatina que significa «en cas de dubte entre dos o més alternatives moralment equivalents tens la llibertat i pots fer el que vulguis».
És parent i contrària a la locució in dubio abstine «en cas de dubte val més no fer res i abstenir-se de prendre una decisió». En dret és molt prop del principi del dret in dubio pro reo, quan no hi ha proves pertinents de la culpa, el reu per la presumpció d'innocència recobra la llibertat o absolució. Prové d'una frase que va ser atribuïda a Agustí d'Hipona: «In necessariis unitas; in dubio, libertas et semper et ubique, charitas» , traduït en català «En les coses necessàries, unitat; en el dubte, llibertat i sempre i a tot arreu, caritat.» que en realitat prové del bisbe i humanista croat Marc Antoni de Dominis (1560-1624).